# Smack That
«Smack That» — первый сингл Akon'а с его второго альбома Konvicted, записанный вместе с рэпером Eminem'ом. Сингл дебютировал под #95 в Billboard Hot 100 28 сентября 2006 года. Песня установила рекорд на второй неделе в чарте, совершив прыжок с восемьдесят восьмой строчки на седьмую строчку. Сингл в итоге выступил под #2 в течение пяти недель подряд. Песня возглавила чарты в Великобритании, Чехии, Венгрии и других странах. Песня была номинирована в Best Rap/Sung Collaboration на 2007 Grammy Awards, но проиграла Justin Timberlake и T.I. — «My Love». Песня также была номинирована на «Most Earthshattering Collaboration» в 2007 MTV Video Music Awards, но проиграла песне «Beautiful Liar», спетой Beyoncé и Shakira. Эта песня расположилась на #69 в MTV AsiaTop 100 Hits of 2007, несмотря на то, что она была выпущена в 2006 году. Продано более 3 миллионов копий только в Северной Америке.

## Критика
«Allmusic» и  Роберт Кристгау похвалили песню. DJ Booth написал, что "эта песня отображает мастерство Эйкона". «Entertainment Weekly» написал положительный отзыв, сказав: "Самое живое камео Эминема за долгое время" (англ. "The liveliest Eminem cameo in ages"). «Spin magazine» охарактеризовал эту песню так: "Спели в стиле G-фанка, бахвально и хвастливо" (англ. "Played-out G-funk braggadocio and bedroom boasting"). «Sputnik Music» написал отрицательный отзыв: "Smack That — это самая худшая его песня. У меня мгновенно растёт ненависть к песне, да и к исполнителям в общем. Я не знаю, почему люди её слушают и дают хорошие оценки песне. Появление Eminem’a здесь было лишним, и его тексты не имеют смысла в песне".

## Музыкальное видео
Клип на песню похож на ремейк фильма «48 часов». Режиссёр Benny Boom снял, как Эйкон, показанный осуждённым, сидит в тюрьме, после его выпускает из тюрьмы полицейский Джек Кейтс (актёр Эрик Робертс), который ищет свидетеля. Эйкон выпущен только на 24 часа, ему дают фотографию и говорят, что свидетель находится в одном из ночных клубов. В клубе он встречается с коллегой-рэпером и лучшим другом Эминемом. Эйкон находит женщину-свидетеля и выбегает с ней из ночного клуба без Джека Кейтса, скрывшись на Lamborghini Gallardo.
В клипе Эминем показывает людям татуировку с надписью 'PROOF' (его лучший друг), то, что он помнит его и никогда не забудет. Клип ссылается на убийство друга в клубе.
В видео также появляются Fat Joe, Lil Fizz из B2K, Layzie Bone из Bone Thugs-n-Harmony, Nas и Кендра Уилкинсон (от канала E! и передачи The Girls Neхt Door).

## Ремикс
Ремикс на «Smack That», записанный вместе со Stat Quo и Bobby Creekwater, доступен на сборнике Eminem Presents: The Re-Up. Альтернативная версия песни использовалась на матчах NBA в исполнении Akon’а. В Великобритании песня появилась в отредактированной версии и была показана на Now That's What I Call Music! 66. Эта версия не имеет интро и сокращена на большой промежуток. Песня длится 2:44 в отличие от обычной записи (3:32).

### Список композиций
| №  | Название                                          | Длительность |
| -- | ------------------------------------------------- | ------------ |
| 1. | «Smack That» (feat. Eminem) (european radio edit) | 2:44         |
| 2. | «Senegal»                                         | 2:51         |

| №  | Название                          | Длительность |
| -- | --------------------------------- | ------------ |
| 1. | «Smack That» (feat. Eminem)       | 3:32         |
| 2. | «Miss Melody» (with Miri Ben-Ari) | 5:44         |
| 3. | «Senegal»                         | 2:51         |
| 4. | « Smack That (video)»             | 4:12         |

### Чарты и сертификаты
| Chart (2006-07)                             | Peak position |
| ------------------------------------------- | ------------- |
| Австралия (ARIA)                            | 2             |
| Австрия (Ö3 Austria Top 40)                 | 9             |
| Бельгия/Фландрия (Ultratop 50)              | 3             |
| Бельгия/Валлония (Ultratop 50)              | 1             |
| Чехия (Rádio — Top 100)                     | 1             |
| Дания (Tracklisten)                         | 3             |
| Европа (Billboard European Hot 100 Singles) | 1             |
| Финляндия (Suomen virallinen lista)         | 3             |
| Франция (SNEP)                              | 4             |
| Германия (GfK)                              | 5             |
| Венгрия (Rádiós Top 40)                     | 1             |
| Венгрия (Dance Top 40)                      | 1             |
| Венгрия (Single Top 40)                     | 1             |
| Ирландия (IRMA)                             | 1             |
| Италия (FIMI)                               | 30            |
| Нидерланды (Single Top 100)                 | 6             |
| Новая Зеландия (Recorded Music NZ)          | 1             |
| Норвегия (VG-lista)                         | 1             |
| Словакия (Rádio — Top 100)                  | 1             |
| Швеция (Sverigetopplistan)                  | 3             |
| Швейцария (Schweizer Hitparade)             | 3             |
| Великобритания (OCC UK Singles)             | 1             |
| США (Billboard Hot 100)                     | 2             |
| США (Billboard Pop Airplay)                 | 4             |
| США (Billboard Hot R&B/Hip-Hop Songs)       | 34            |

| Charts (2007)            | Position |
| ------------------------ | -------- |
| Australian Singles Chart | 34       |
| US Billboard Hot 100     | 15       |

| Chart (2000—2009)    | Rank |
| -------------------- | ---- |
| US Billboard Hot 100 | 76   |

| Регион | Сертификация  | Продажи    |
| --- | ------------- | ---------- |
| Австралия (ARIA) | 7× Платиновый | 490 000    |
| Бельгия (BEA) | Золотой       | 25 000*    |
| Бразилия (ABPD) · DMS | Платиновый    | 60 000*    |
| Бразилия (ABPD) | Бриллиантовый | 250 000    |
| Дания (IFPI Danmark) | 2× Платиновый | 180 000    |
| Германия (BVMI) | Платиновый    | 600 000    |
| Италия (FIMI) | Золотой       | 50 000     |
| Новая Зеландия (RMNZ) | 5× Платиновый | 150 000    |
| Испания (PROMUSICAE) | Золотой       | 30 000     |
| Швеция (GLF) | Платиновый    | 20 000^    |
| Великобритания (BPI) | 3× Платиновый | 1 800 000  |
| США (RIAA) | 2× Платиновый | 2 000 000* |
| Mastertone |               |            |
| Канада (Music Canada) | 8× Платиновый | 320 000*   |
| США (RIAA) | 3× Платиновый | 3 000 000* |
| Стриминг |               |            |
| Греция (IFPI Greece) | Платиновый    | 2 000 000  |
| * Данные о продажах приведены только на основе сертификации. · ^ Данные о тиражах приведены только на основе сертификации. · Данные о продажах + прослушиваниях приведены только на основе сертификации. · Данные только о прослушиваниях приведены на основе сертификации. |               |            |